# 1994 GL9
1994 GL9 är en asteroid i huvudbältet som upptäcktes den 14 april 1993 av den japanska astronomen Satoru Otomo i Kiyosato.